# Ohs kyrka

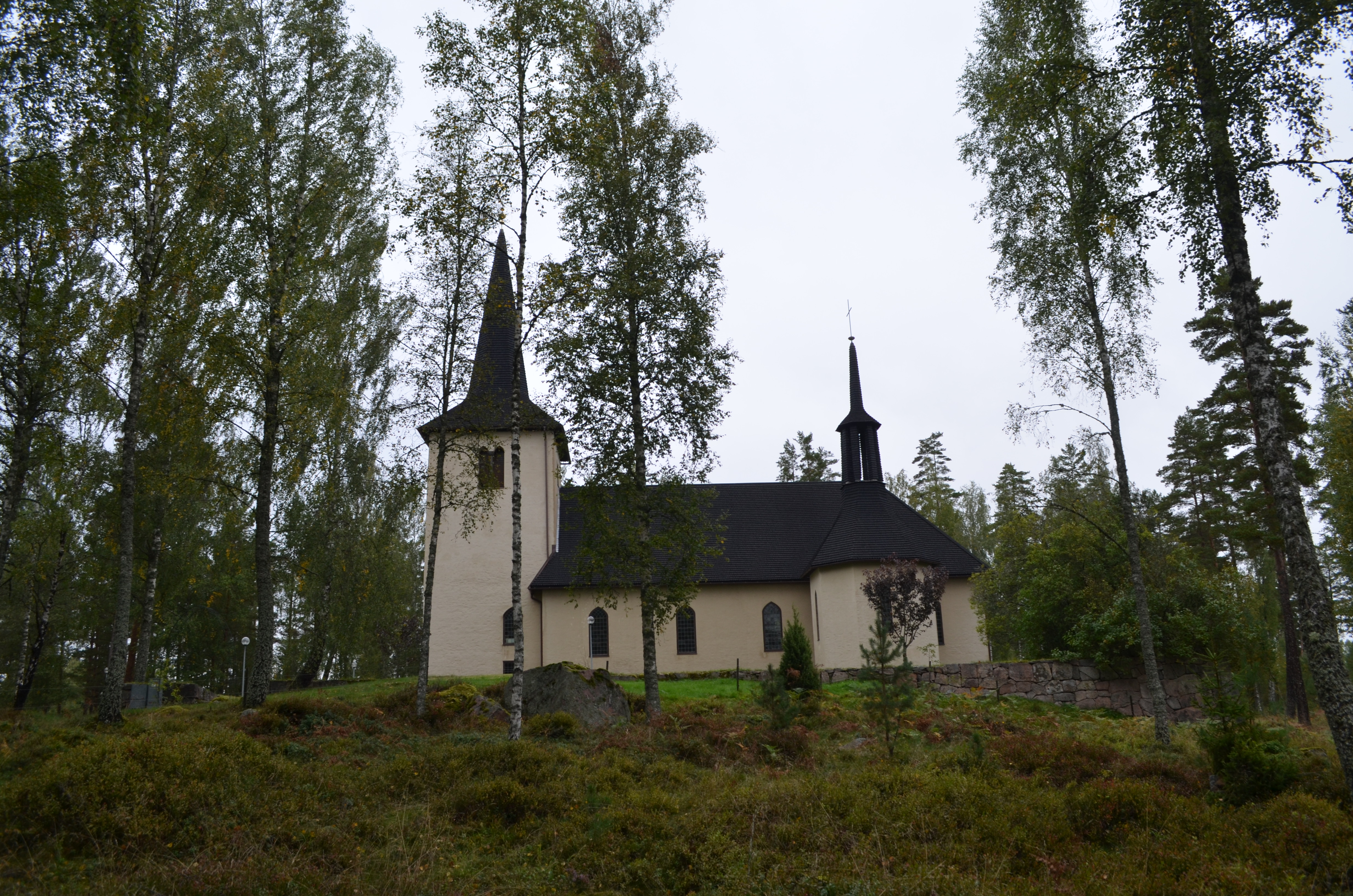
Ohs kyrka 2021-09-17

Ohs kyrka är en kyrkobyggnad i Värnamo kommun. Den är församlingskyrka i Gällaryds församling, Växjö stift.

## Kyrkobyggnaden
Kyrkan uppfördes 1929–1931 och invigdes av biskop Edgar Reuterskiöld. Den är ritad av arkitekten Birger Johansson. För byggnaden blev byggmästare Håkan Andersson, Ljungby ansvarig.

## Inventarier
- Kyrksilver, tillverkad av Wiven Nilsson, Lund.
- Kyrkklockor, är tillverkade av K.G.  Bergholtz.
- Altartavlan är målad av konstnär Gunnar Torhamn och skildrar olika händelser i Jesu liv.

### Orgel
- Orgeln byggde 1930 av Setterquist & Son i Örebro. Orgeln är pneumatisk. Den har fasta kombinationer. Orgelfasaden är tillverkad av Svenska Möbelfabriken i Bodafors och levererades den 7 maj 1931.

| Manual I     | Manual II    | Pedal      | Koppel    |
| Borduna 16’  | Rörflöjt 8’  | Subbas 16’ | I/P       |
| Principal 8’ | Flöjt 4'     |            | II/P      |
| Gamba 8’     | Nasat 2 2/3’ |            | II/I      |
| Oktava 4’    | Svegel 2'    |            | I 4'/I    |
|              |              |            | II 16'/I  |
|              |              |            | II 16'/II |

### Webbkällor
- Församlingen informerar om kyrkan